# St. Matthews (Carolina do Sul)
St. Matthews é uma cidade  localizada no estado americano da Carolina do Sul, no Condado de Calhoun.

## Demografia
Segundo o censo americano de 2000, a sua população era de 2107 habitantes.

## Geografia
De acordo com o United States Census Bureau tem uma área de
5,0 km², dos quais 5,0 km² cobertos por terra e 0,0 km² cobertos por água.

## Localidades na vizinhança
O diagrama seguinte representa as localidades num raio de 24 km ao redor de St. Matthews.